# Free Hugs
 (février 2022).
Cette page contient des caractères spéciaux ou non latins. S’ils s’affichent mal (▯, ?, etc.), consultez la page d’aide Unicode.
Free Hugs ou Câlins gratuits est une expression en anglais qui signifie littéralement « étreinte gratuite » (ou « étreinte libre ») et qui désigne un mouvement consistant de la part d’un individu à proposer spontanément des accolades aux gens dans un lieu public. La personne qui propose d'offrir ces « câlins gratuits » est généralement munie d’une pancarte sur laquelle il est écrit « Free Hugs ».

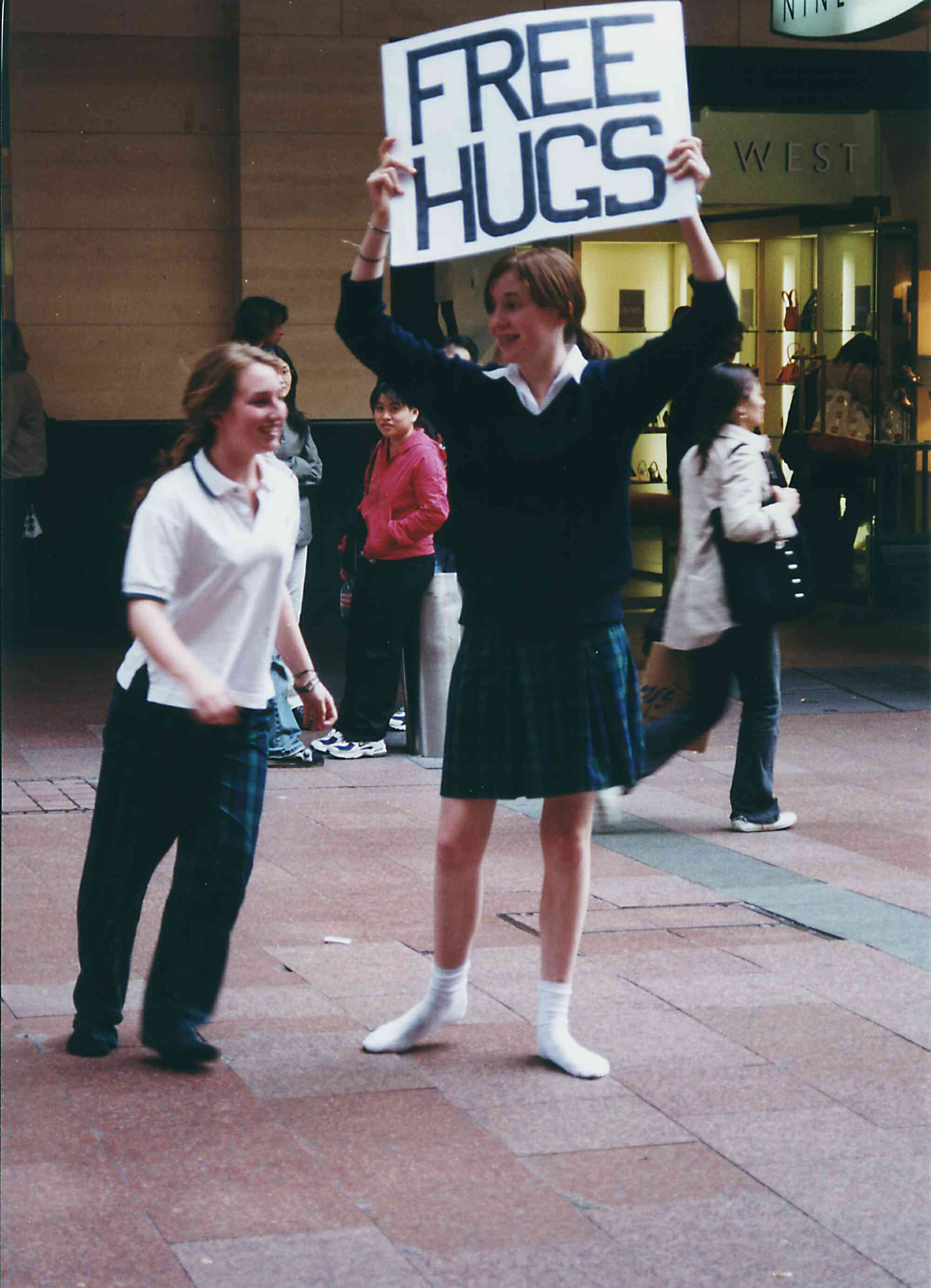
Pancarte Free Hugs

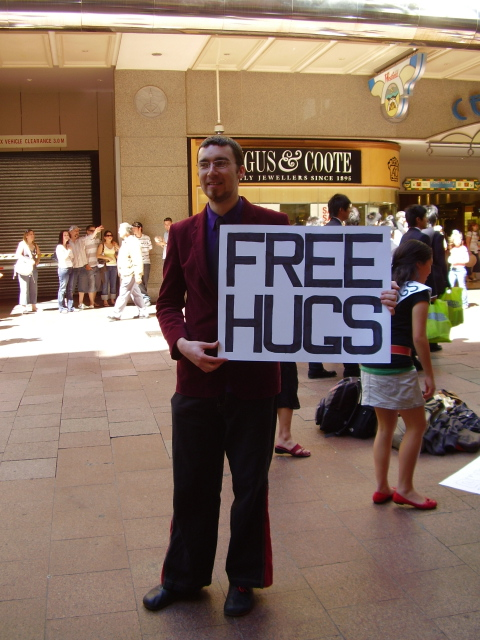
Juan Mann

Depuis son lancement en 2004, ce concept, qui vise à rompre avec une certaine morosité, en particulier dans les grandes agglomérations, s’est propagé dans le monde entier.

## Histoire
Le mouvement Free Hugs est né en 2004 dans le centre commercial Pitt Street Mall de Sydney en Australie quand Juan Mann (pseudonyme), déprimé par le fait de se retrouver seul et étranger dans sa ville natale, brandit un écriteau avec la mention « FREE HUGS ». L’événement est largement popularisé à partir du 22 septembre 2006, à la suite de la diffusion d’une vidéo parue sur YouTube. Elle fait participer des individus qui étreignent amicalement des passants.
L’initiative de Mann a mené à une augmentation progressive du nombre de personnes voulant être étreintes par d’autres personnes (hommes et femmes). Après un certain temps, les gardes de la sécurité sont intervenus pour faire cesser le mouvement, car Juan Mann n’avait pas les 25 millions de dollars nécessaires à l’assurance responsabilité publique pour ses actions.
Juan Mann et ses compagnons ont alors lancé une pétition pour essayer de convaincre les autorités de le laisser poursuivre sa campagne sans assurance. Sa pétition ayant rassemblé 10 000 signatures, il fut autorisé à reprendre le mouvement.
La musique présente sur la vidéo est All the Same l’œuvre des Sick Puppies, un groupe australien dirigé par Shimon Moore qui a rencontré Juan Mann quand il travaillait au Pitt Street Mall.
Juan Mann a énoncé dans des entrevues que le but de sa Free Hugs Campaign n’est pas d’obtenir des noms, numéros de téléphones, ou rendez-vous, mais juste de dispenser de l’affection spontanée à autrui.

## En France

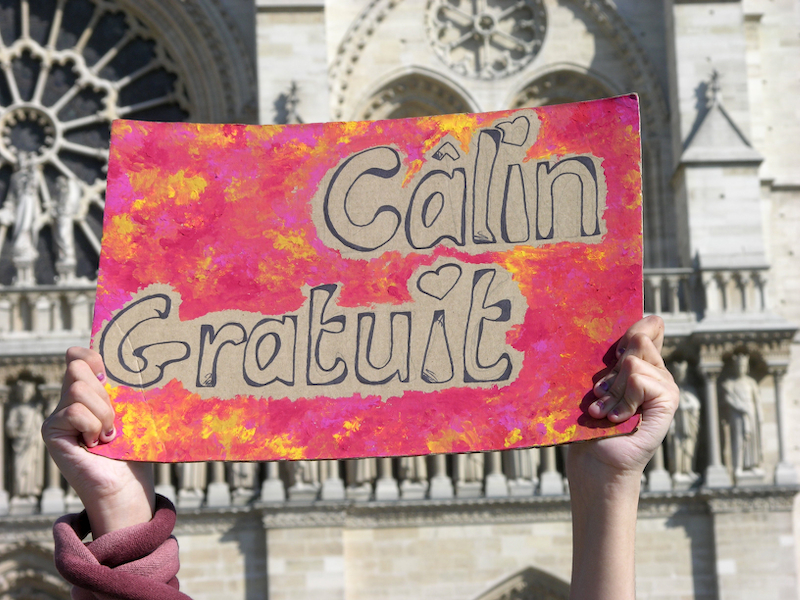
À Notre-Dame de Paris

Le mouvement Free Hugs a donné lieu à une campagne en France organisée par l’INPES contre la discrimination dont sont victimes les personnes atteintes du VIH. La campagne fut diffusée à la télévision à partir de mars 2007.
Le mouvement a aussi été repris en France par différents sites internet spécialisés ou non spécialisés comme le site de l’INPES contre la discrimination.org.
Lors des conventions, il est devenu commun de croiser beaucoup de personnes arborant une pancarte Free Hugs. C'est dans ces événements où les Free Hugs rencontrent le plus de succès et sont le plus nombreux de nos jours, en dehors des rassemblements prévus pour.

## Free Hugsdans d'autres langues

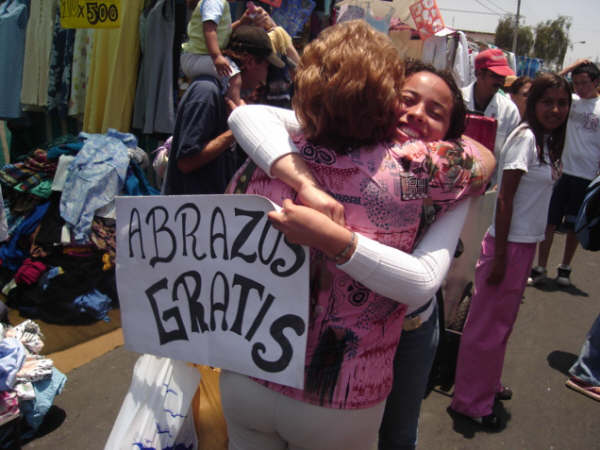
Sur un marché au Chili, nov 2006

- Afrikaans : Gratis drukkies
- Albanais : Përqafime falas
- Allemand : Gratis Umarmung
- Anglais : Free Hugs
- Sur un marché au Chili, nov 2006Arabe : احضان مجانية (aHDân majjâniyya)

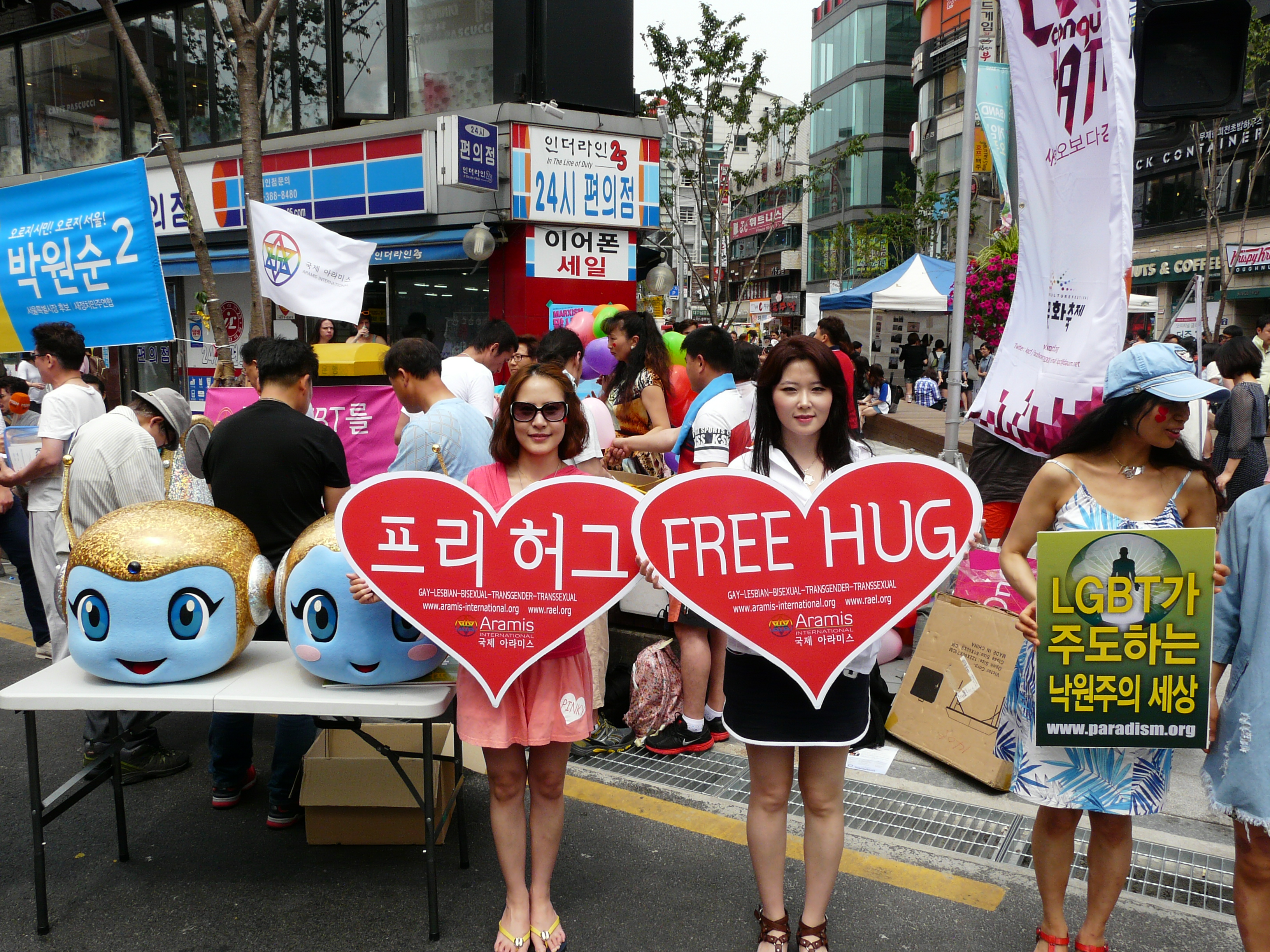
Au Korea Queer Culture Festival 2014

- Bulgare : Безплатни прегръдки (Bezplatni pregrëdki)
- Catalan : Abraçades gratis
- Chinois : chinois simplifié : 免费拥抱 ; chinois traditionnel : 免費擁抱 ; pinyin : miǎnfèi yōngbào
- Coréen : 프리 허그
- Créole : Ti bô pou ayen
- Danois : Gratis Kram, Gratis Knus
- Espagnol : Abrazos gratis
- Espéranto : Senpagaj BrakumojAu Korea Queer Culture Festival 2014

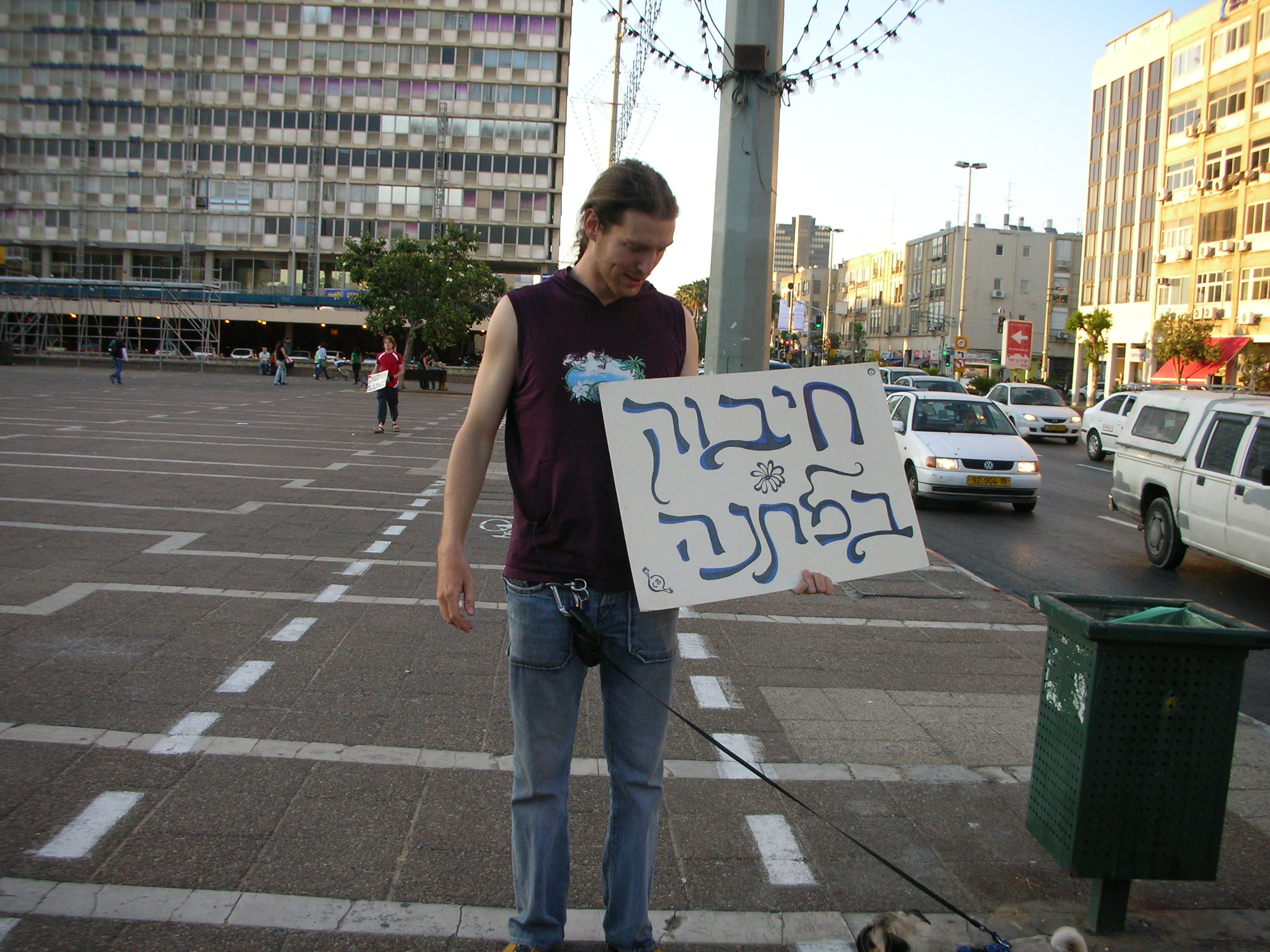
Tel Aviv, Israël, 2007

- Estonien : Tasuta kallid
- Finnois : Ilmaisia halauksia
- Français : Câlins gratuits
- Gallois (Cymraeg) : Cwtsh am Ddim
- Grec : Δωρεάν αγκαλιές (Dréan ankaliés)
- Hébreu : חיבוקים חינם (Hibbûqîm Hinnam)
- Hongrois : Ingyen ölelés
- Indonésien : Pelukan Gratis
- Islandais : Ókeypis Faðmlög
- Tel Aviv, Israël, 2007Italien : Abbracci Gratis
- Japonais : フリーハグズ (Furī Haguzu)
- Javanais : Takdekep Gundulmu
- Kabyle : Asuden baṭel
- Kirundi : Inyambirano k'ubuntu
- Kinyarwanda : Guhoberana k'ubuntu
- Letton : Bezmaksas apskāvieni
- Lituanien : Nemokami apkabinimai
- Luxembourgeois : Gratis Emarmung
- Hibiyakoen, Tokyo, 2007Malais : Pelukan Percuma
- Marocain : Taanika Fabor

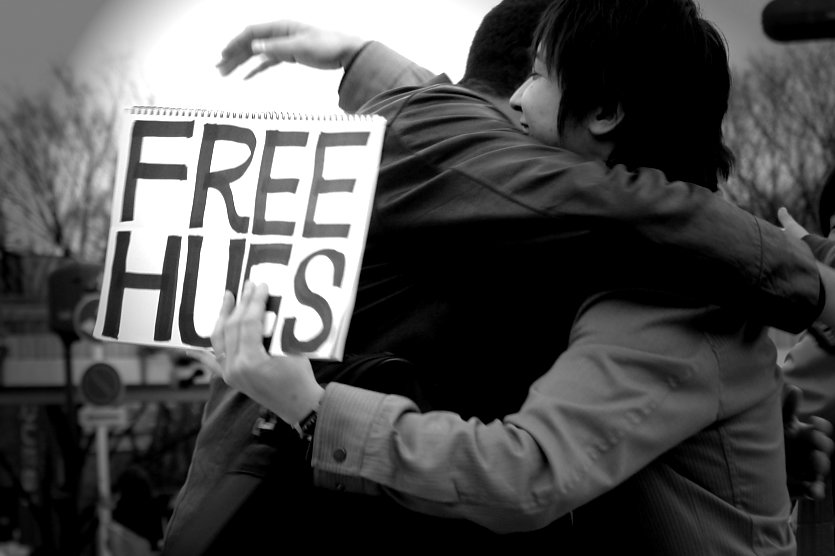
Hibiyakoen, Tokyo, 2007

- Néerlandais (Hollandais) : Gratis Knuffels

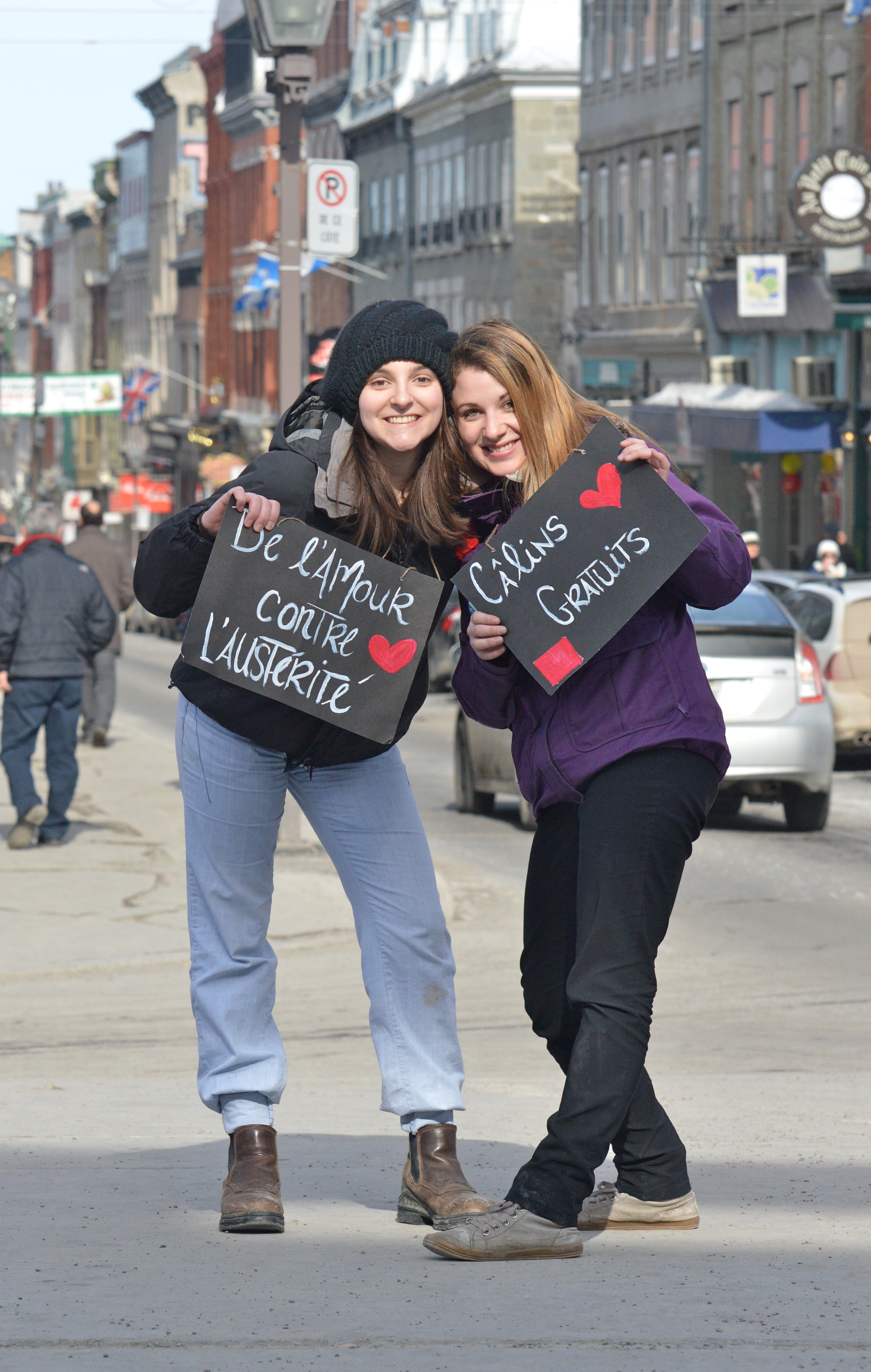
"De l'amour contre l'austérité", Québec, 2015

- Népalais : अन्कमाल सित्तैमा
- Norvégien : Gratis Klemmer, Gratis Koser
- Ouïghour : Bikagha Kuqakhlash
- Ourdou : Galey Milna Muft
- Papiamento : Brasa Gratis
- Polonais : Darmowe Przytulanie
- Portugais : Abraços grátis
- Roumain : Îmbraţişare gratuită
- "De l'amour contre l'austérité", Québec, 2015Russe : объятия — бесплатно (Ob'iatiia - biesplatno)
- Serbe : Бесплатни Загрљаји (Besplatni zagrljaji)
- Sindhi : Bhakur Pa-e-nu
- Slovaque : Objatie zadarmo
- Slovène : Brezplačni objemi
- Haut-sorabe : Darmotnej wobjeća
- Suédois : Gratis Kramar
- Tagalog (Philippin) : Libreng Yakap
- Tamoul : இலவச அரவனைப்பு (Ilavasa Aravanaippu)
- Tchèque : Objetí zdarma
- Thaï : กอดฟรี
- Turc : Bedava Kucaklama
- Ukrainien : Безкоштовні обійми (Bezkoshtovni obiïmi)
- Vietnamien : Ôm miễn phí